# Miss March
Miss March (bra: Miss Março - A Garota da Capa; prt: Miss Março) é um filme de comédia estadunidense de 2009, dirigido e estrelado por Trevor Moore e Zach Cregger.

## Sinopse
Dois amigos resolvem atravessar o país para conhecer a lendária mansão da Playboy e encontrar Cindi, a deslumbrante namorada de Eugene que se tornou a "garota da capa" justamente quando ele estava em coma!

## Elenco
- Zach Cregger como Eugene Bell
- Trevor Moore como Tucker Cleigh
- Raquel Alessi como Cindi Whitehall
- Molly Stanton como Candace
- Craig Robinson como Phil
- Hugh Hefner como a ele mesmo
- Sara Jean Underwood, como ela mesma
- Betsy Rue como Strawberrius

## Produção
Trevor Moore e Zach Cregger levaram o filme para a Playboy, e Hugh Hefner aceitou tomar parte, junto à "playmate" de 2007, Sara Jean Underwood.

## Recepção

### Bilheteria
No fim de semana de abertura de Miss March, o filme arrecadou 2,4 milhões de dólares, que colocou o filme em décimo lugar de todos os filmes do fim de semana. O filme arrecadou 4,54 milhões de dólares em bilheteria nos Estados Unidos e Canadá.

### Crítica
Miss March foi mal-recebido por quase todos os críticos. Rotten Tomatoes informou que apenas 5% dos críticos deram ao filme comentários positivos, com base em uma amostra de 76 comentários, que deu uma pontuação média de 2,5 em 10. O seu consenso, afirma que "até mesmo pelas normas modesta do gênero de comédia teen sex, o grosseiro e mal-feito Miss March erra o alvo."
No Metacritic, que atribui uma normalização nota de até 100 dos comentários de críticos, o filme recebeu uma pontuação média de 7, com base em 15 avaliações de 17 de Março de 2009.